# (13642) Ricci
(13642) Ricci est un astéroïde de la ceinture principale.

## Description
(13642) Ricci est un astéroïde de la ceinture principale. Il fut découvert le 19 avril 1996 à Prescott par Paul G. Comba. Il présente une orbite caractérisée par un demi-grand axe de 3,03 UA, une excentricité de 0,16 et une inclinaison de 6,2° par rapport à l'écliptique.

## Compléments